# Louis Marquet
Ne doit pas être confondu avec Louise Marquet.
Louis Marquet, né le 15 mai 1993, est un gardien de but international français de futsal.

## Biographie

### Enfance et formation
Enfant, Louis Marquet commence le football à l'ES Bonchamp,, en tant que défenseur, et suit son frère gardien de but au club. Louis se met dans les buts lorsqu'il évolue en débutants.
Louis Marquet rejoint le Stade lavallois Mayenne Football Club à quatorze ans,. Fan de Gianluigi Buffon, il y passe toute sa formation jusqu’à ses vingt-ans. Il atteint l'équipe réserve avec laquelle il dispute six matchs de CFA 2 lors des saisons 2010-11 et 2011-12.

### Reconversion dans le futsal
Déçu de n'être pas devenu footballeur professionnel, Louis Marquet accepte les avances de l'Étoile lavalloise Mayenne Futsal Club et se met alors au futsal,. L'équipe vient alors de remporter le titre régional permettant d'accéder au sein de la nouvelle Division 2 2013-2014 nationale. Laval termine avant-dernier de la poule Nord, une place synonyme de relégation.
Marquet est nommé deux fois de suite pour le trophée du meilleur gardien de futsal de deuxième division au terme des exercices 2015-16 et 2016-17.
Louis Marquet est nommé dans la catégorie des sportifs mayennais de l’année 2021.
Pour la saison 2022-2023, Louis Marquet signe un contrat amateur lui permettant de se consacrer totalement au futsal.

### En sélection nationale
Louis Marquet est convoqué pour la première fois en Équipe de France de futsal FIFA en septembre 2020,. Il est appelé pour une double confrontation contre la Moldavie à Orléans par le sélectionneur Pierre Jacky afin de pallier le forfait de l'habituel troisième portier des Bleus, Francis Lokoka. Le portier reste toutefois sur le banc des remplaçants.
Début octobre 2021, le gardien est titularisé et connaît sa première sélection lors d’une rencontre amicale face à la Norvège (victoire 6-2),,. Il devient le premier joueur de l’Étoile lavalloise à porter le maillot des Bleus.
En février 2022, Marquet se met en évidence en marquant un but face à l’Ouzbékistan (4-2). Il devient seulement le second portier de l'histoire de l’équipe de France à inscrire un but, après Riad Karouni, en 2009. Mi-décembre, titularisé en amical contre le Monténégro, Louis est jugé coupable d'une faute de main hors de sa zone et expulsé dès la deuxième minute.

## Palmarès
- Division 1 (2)
  - Champion : 2022-23 , 2023-24 et 2024-25
- Coupe de France (2)
  - Vainqueur : 2022-23 , 2023-24 et 2024-2025